# Siebgraben (Klostersee)
Der Siebgraben ist ein Meliorationsgraben und Zufluss des Klostersees auf der Gemarkung der Gemeinde Kloster Lehnin im Landkreis Potsdam-Mittelmark in Brandenburg.

## Verlauf
Der Graben beginnt im Lehniner Wald- und Seengebiet. Dort fließt ein erster Strang auf rund 420 m in südlicher Richtung auf einen unbenannten Teich zu, während ein zweiter Strang auf rund 380 m vorzugsweise in nordnordwestlicher Richtung von Süden ebenfalls in einen unbenannten Teich zufließt. So vereint fließt der Siebgraben rund einen Kilometer in westlicher Richtung und unterquert dort die Landstraße 86. Anschließend fließt er weiter in westlicher Richtung und entwässert am Wohnplatz Heidehaus in den Klostersee.